# Mécanorécepteur
Un mécanorécepteur est un terme générique pour désigner des neurones sensoriels sensibles aux déformations mécaniques. De plus en plus souvent les scientifiques et le corps médical désignent par mécanoception cette sous-catégorie du sens du  toucher, au côté de la thermoception.
Parmi les mécanorécepteurs, on distingue les mécanorécepteurs cutanés et les propriocepteurs. Ils répondent à des stimuli de différentes natures et de différentes intensités. Ils possèdent des vitesses d'adaptation et de conduction différentes selon le type de récepteurs. La vitesse d’adaptation est définie comme une perte progressive de la sensibilité des récepteurs lorsque la stimulation est maintenue constante pendant un certain temps. La vitesse de conduction est la vitesse à laquelle les fibres nerveuses transmettent l’influx nerveux jusqu’au système nerveux central.
On distingue les récepteurs à adaptation nulle ou lente, qui renseignent sur la valeur absolue de l’intensité du stimulus et sur sa durée — on les dit toniques ou statiques - et ceux à adaptation rapide, qui traduisent les variations du stimulus en fonction du temps — on les dit phasiques ou dynamiques.
Chaque mécanorécepteur a un champ récepteur plus ou moins différent. Le champ récepteur désigne la zone anatomique qui, lorsqu’elle est soumise à un stimulus environnemental, va modifier l’activité de son récepteur sensoriel. Ce dernier va alors traduire l’énergie du stimulus en énergie électrochimique qui sera traitée par le système nerveux pour donner le ressenti.

## Mécanorécepteurs cutanés
La sensibilité cutanée répond à trois qualités : la pression, le toucher et la vibration. Ces qualités sont exercées grâce à la présence de récepteurs sensoriels appelés les mécanorécepteurs localisés à différentes épaisseurs de la peau. On distingue deux types de peau : la peau glabre et la peau velue ; qui possèdent certains mécanorécepteurs en commun et d’autres permettant de les différencier.

### Mécanorécepteurs en commun
Les mécanorécepteurs localisés dans les deux types de peau sont : 
- les Corpuscules de Ruffini : ils sont localisés dans le chorion et ils ont une vitesse de conduction lente (50-70 m/s). Ils sont toniques et possèdent un champ récepteur étendu[1] ;
- les Corpuscules de Pacini : ils sont localisés dans le tissu sous-cutané et ils ont une vitesse de conduction rapide (57-75 m/s). Ils sont phasiques et possèdent un champ récepteur étendu[2] ;
- les terminaisons libres : elles sont localisées dans l'épiderme et elles ont une vitesse de conduction rapide. Elles sont toniques et possèdent un champ récepteur restreint.

### Peau glabre
Les mécanorécepteurs localisés uniquement dans la peau glabre sont :
- les disques de Merkel : ils sont localisés dans la partie supérieure du chorion et ils ont une vitesse de conduction lente (40-70 m/s). Ils sont toniques et possèdent un champ récepteur restreint (2 à 4 mm2)[1] ;
- les Corpuscules de Meissner : ils sont localisés dans la partie supérieure du chorion et ils ont une vitesse de conduction rapide (54-60 m/s). Ils sont phasiques et possèdent un champ récepteur restreint (2 à 4 mm2)[1].

### Peau velue
Les mécanorécepteurs localisés uniquement dans la peau velue sont : 
- les plaques de toucher[2] : elles sont localisées dans l’épiderme et ont une vitesse de conduction lente ;
- les récepteurs du follicule pileux : ils s’étendent de l’épiderme jusqu’au chorion et ils ont une vitesse de conduction rapide[2].

## Statorécepteurs
Les statorécepteurs perçoivent les changements de position du corps dans l'espace. Ce sont les agents de l'équilibration. Le statocyste est un stato-récepteur élémentaire.

## Propriocepteurs
Les propriocepteurs sont les mécanorécepteurs musculaires et articulaires. Ils permettent de connaître la position du corps dans l'espace et des segments corporels les uns aux autres. Ils sont sensibles à la position du corps, aux mouvements et à la force.

### Types de récepteurs
Il existe quatre grands types de récepteurs :
- les terminaisons primaires du fuseau neuromusculaire[1] ;
- les terminaisons secondaires du fuseau neuromusculaire[1] ;

Tous deux répondent aux étirements musculaires.
- les organes tendineux de Golgi détectant la tension musculaire[1] ;
- les mécanorécepteurs articulaires répondant aux mouvements de l’articulation[1].

### Propriétés
Les terminaisons primaires du fuseau neuromusculaire sont liées aux fibres Ia et possèdent une vitesse de conduction (72-120 m/s) supérieure à celles des terminaisons secondaires du fuseau neuromusculaire liés aux fibres II (30-66 m/s).
Les récepteurs situés au niveau des organes tendineux de Golgi et des articulations sont formés par les corpuscules de Ruffini à adaptation lente et par des corpuscules de Pacini à adaptation rapide.
Les organes tendineux de Golgi sont aussi liés aux fibres Ib avec une vitesse de conduction très supérieure (72-110 m/s) à celles des mécanorécepteurs articulaires liés aux fibres II-III (12-90 m/s).
|                                                     | Fibres associées | Localisation                       | Vitesse de conduction | Stimulus                                                             | Adaptation       |
| Corpuscule de Pacini                                | A béta           | Tissu sous cutané                  | 57-75 m/s             | Pression profonde, vibration                                         | Phasique         |
| Corpuscule de Ruffini                               | A béta           | Tissu sous cutané                  | 50-70 m/s             | Étirement de la peau                                                 | Tonique          |
| Corpuscule de Meissner                              | A béta           | Chorion                            | 54-60 m/s             | Tact Pression                                                        | Phasique         |
| Disque de Merkel                                    | A béta           | Chorion                            | 40-70 m/s             | Tact Pression                                                        | Tonique          |
| Terminaisons libres                                 | A delta, C       | Épiderme                           | 5-30 m/s, 0,5-2 m/s   | Douleurs aiguës/fraîches/froides Douleur sourde/mal/de toucher/chaud | Tonique          |
| Terminaison primaire du fuseau neuromusculaire (FN) | A alpha          | Partie équatorial du FN            | 70-120 m/s            | Étirement musculaire                                                 | -                |
| Terminaison secondaire du FN                        | A béta           | Partie équatorial du FN            | 30-70 m/s             | Étirement musculaire                                                 | -                |
| Organe tendineux de Golgi                           | A béta           | Collagène                          | 72-110 m/s            | Variation de force contractile                                       | -                |
| Récepteurs articulaires                             | A béta, A delta  | Articulation (capsule articulaire) | 12-90 m/s             | Variation d'angle et position articulaire                            | Phasico-toniques |

## Codage de l’information
Le codage de l'information se fait par deux étapes qui sont la transduction et la transmission. La transduction est générée par un stimulus qui entraîne des modifications des membranes des récepteurs. Ces modifications ont lieu sur des protéines ou des canaux qui s'ouvrent en laissant passer les ions qui vont permettre une dépolarisation. Cette dépolarisation qui est locale est appelée potentiel récepteur et donnera naissance à un potentiel générateur. 
Celui-ci augmente avec l'intensité du stimulus et une fois le seuil atteint (ou valeur critique), il déclenchera des potentiels d'action. 
Il y a ensuite la transmission qui se caractérise par la propagation des potentiels d'action par la fibre nerveuse.
Le codage se fait alors en fréquence des potentiels d'action.
Ces potentiels d'action se déchargent ensuite sur les fibres sensorielles, et ce message ira jusqu'à la moelle épinière au niveau de la corne dorsale. Le message se déplacera ensuite suivant l'un des 3 grands systèmes ascendants (système antérolatéral, système des colonnes dorsales/Lemnisque médian, système spinocérébéleux) suivant le type d'information véhiculé. Les systèmes ascendants sont des voies nerveuses qui transportent l'information jusqu'au cerveau.